# Ralf Knütter
Ralf Knütter (* 6. April 1955 in Potsdam) ist ein ehemaliger deutscher Leichtathlet, der für die DDR startete.

## Leben
Knütter war ausgebildeter Maurer und diente in der NVA als Unteroffizier. Als Mitglied des Armeesportklubs ASK Vorwärts Potsdam war er von 1976 bis 1979 im Leistungskader des Deutschen Verbandes für Leichtathletik der DDR. An der Leichtathletik-Weltmeisterschaft 1976 in der schwedischen Stadt Malmö nahm er für die DDR am 50-km-Gehen (Straße) teil. Knütter erreichte mit einer Zeit von 4:05:41 h den achten Platz. Bei der DDR-Leichtathletik-Meisterschaften 1975 in Erfurt erreichte er in gleicher Disziplin den zweiten Platz (4:15:39 h) und 1976 in Karl-Marx-Stadt den dritten Platz (4:15:39 h). 1977 in Dresden wurde er mit einer Zeit von 4:22:43 h DDR-Meister. Seine persönlichen Bestleistungen waren im Jahr 1976 mit 1:30:22,8 h in 20-km-Gehen (Straße) und 1978 mit 50-km-Gehen (Straße) in 3:58:36 h.